# Most vexing parse
A most vexing parse (kb. „legbosszantóbb elemzés”) a C++ programozási nyelvben a szintaktikai kétértelműség feloldásának egy ellentmondásos formája. Bizonyos helyzetekben a fordítóprogram nem tud különbséget tenni egy objektum példányának létrehozása és egy függvény deklarálása között, és ebben a helyzetben függvénydeklarációként értelmezi az inkriminált sort. Ez zavarba ejtő és frusztráló lehet a programozó számára, mivel a kód látszólag adott dolgot kellene csináljon, de a C++ nyelvtani szabályai miatt másképp viselkedik. Elkerülése érdekében óvatosnak kell lenni a zárójelek használatánál konstruktorok meghívásában, és meg kell győződni arról, hogy a programozó szándéka egyértelmű a fordítóprogram számára.

## Példa
A leggyakoribb forgatókönyv, ahol a most vexing parse előfordul, az üres zárójelpár használata a deklarációnál. Legyen egy ilyen struktúránk:
```
struct
 
Macska

{

  
Macska
(
bool
 
aranyos
 
=
 
true
)
 
{
 
/* kód */
 
}

  
...

};

```

Tekintsük a következő eseteket:
```
  
Macska
 
cirmos
;

  
// Ez helyesen létrehoz egy Macska típusú példányt, az alapértelmezett konstruktort használva az alapértelmezett argumentummal

  
Macska
 
cirmos
();

  
// Ez a "most vexing parse". A programozó számára úgy tűnik, mintha egy példányt hozna létre alapértelmezett argumentummal,

  
// de a fordító valójában egy cirmos nevű függvény prototípusát deklarálja, amely egy Macska objektumot ad vissza

  
Macska
 
cirmos
(
true
);

  
// Ez helyesen létrehoz egy Macska típusú példányt, az alapértelmezett konstruktort használva explicit argumentummal

  
Macska
 
cirmos
{};

  
// Úgynevezett "uniform initialization", a legelső példával ekvivalens, C++11 óta ez a javasolt

```